# セイジ (小説)
『セイジ』は、辻内智貴による日本の小説。単行本は2002年2月19日に筑摩書房から刊行され、2008年8月7日に光文社文庫より文庫化された。また、2012年には『セイジ -陸の魚-』（セイジ りくのさかな）として映画化された。

## 概要
表題作「セイジ」と「竜二」の中編小説2編から成る作品。2作ともに社会にうまく順応できない男の半生がその友人の視点から描かれている。単行本として刊行される前の1999年には第15回太宰治賞最終候補作となった作品で、2004年に日本出版販売が中心となって取り組まれた「ベストセラー発掘プロジェクト」に選ばれ書店での積極的な店頭展開が行なわれたことから、初版7000部だったところ、累計10万部を突破したベストセラーとなった。

## あらすじ
「セイジ」
学生最後の夏、「僕」は自転車旅行の途中、国道475号線沿いのドライブイン「HOUSE475」で、ただ純粋で不器用に生きる店主・セイジに出会う。そこで、寡黙に人間の生死についてを考えるセイジと個性豊かな常連客たちに惹かれた「僕」は、住み込みで働きながらセイジのことを観察するようになる。だが、その矢先、平和な日常を一瞬で吹き飛ばしてしまう凄惨な事件が起こる。
「竜二」
ある日、「私」は偶然幼馴染みの竜二と再会する。だが、兄のことを尊敬しつつも常に兄に敵わないことにプレッシャーを感じていた40歳の竜二は定職に就かず鬱々とした生活を送っていた。

## 登場人物
「セイジ」
- 「僕」 - 大学4年生の夏、自転車旅行の途中でセイジらと出会う。
- セイジ - ドライブイン「HOUSE475」の雇われ店長。
- 翔子 - 「HOUSE475」のオーナー。夫とは別居中。

「竜二」
- 「私」 - 竜二の幼馴染み。20年ぶりに偶然竜二と出会う。
- 竜二 - 40歳になっても定職に就かずに生きる男。
- 高志 - 竜二の4歳年上の兄。

## 映画
『セイジ -陸の魚-』（英題：FISH on LAND）の題名で2012年2月18日に公開された。主に俳優として活動している伊勢谷友介の監督作品第2作。伊勢谷にとっては監督デビュー作『カクト』（2003年公開）以来の監督作品となる。2010年9月から同年10月中旬まで撮影が行われ、全国公開前の2011年10月27日には第24回東京国際映画祭にて特別招待作品として上映された。PG-12指定作品。主演は西島秀俊。
2012年3月29日に韓国で公開されたほか、5月2日 - 6日のニッポン・コネクション（ドイツ）、6月の第14回台北映画祭（台湾）で上映される予定である。

### キャスト
- セイジ：西島秀俊
- 僕：森山未來
- 翔子：裕木奈江
- カズオ：新井浩文
- タツヤ：渋川清彦
- マコト：滝藤賢一
- 動物愛護団体の女性職員：奥貫薫
- 動物愛護団体の男性職員：宮川一朗太
- りつ子：庵原涼香
- 20年後のりつ子：板東晴
- 20年後の僕：二階堂智
- ツノ先生：亀石征一郎
- ゲン爺：津川雅彦

### スタッフ
- 監督：伊勢谷友介
- 脚本：龜石太夏匡、伊勢谷友介、石田基紀
- 製作総指揮：木下直哉
- エグゼクティブプロデューサー：西尾武信
- プロデューサー：龜石太夏匡、武部由実子、石田基紀
- 撮影：板倉陽子
- 美術：都築雄二、舩木愛子
- 衣装：澤田石和寛
- 音楽：渋谷慶一郎
- 編集：西尾光男

### 楽曲
- イメージソング：渋谷慶一郎 feat.太田莉菜「サクリファイス」[7]

### 関連商品
Sacrifice Soundtrack for Seiji “Fish on Land” Keiichiro Shibuya+V.A.
2012年2月15日、ATAKより発売。
参加アーティスト：渋谷慶一郎、OVAL 、ミカ・ヴァニオ（ex. Pan sonic）、evala、Ametsub、真鍋大度、原摩利彦、永井聖一（相対性理論）
1. Keiichiro Shibuya / Sacrifice Seiji “Fish on Land” Opening
2. Ametsub / Cycle
3. evala / Beginning
4. Keiichiro Shibuya + Marihiko Hara / Chord
5. Daito Manabe / Triangulate
6. evala / Recall
7. Oval / Two
8. evala / Water
9. Keiichiro Shibuya / Raveling
10. Keiichiro Shibuya / Act of Love
11. Keiichiro Shibuya + evala / Reversing
12. evala / Problem
13. Marihiko Hara / 8mm
14. Keiichiro Shibuya + Seiichi Nagai / Blue Guitar
15. Mika Vainio / Crash
16. Oval / Progress
17. Ametsub / Rising
18. Keiichiro Shibuya / A Fish on Land
19. Keiichiro Shibuya + evala / Forest
20. Marihiko Hara / Chant
21. evala / Conflict
22. Keiichiro Shibuya / Storm
23. Keiichiro Shibuya / Sacrifice Piano Solo Version Seiji “Fish on Land” Ending